# Либерија на Светском првенству у атлетици на отвореном 2011.
Либерија је учествовала на 13. Светском првенству у атлетици на отвореном 2011. одржаном у Тегу од 27. августа до 4. септембра десети пут. Репрезентацију Либерије представљала су 2 такмичари (1 мушкарац и 1 жена) који су се такмичили у 2 дисциплине (1 мушка и 1 женска).,.
На овом првенству такмичари Либрије нису освојили ниједну медаљу али је оборен један лични рекорд.

## Учесници
| Мушкарци: - Бледи Џари — 100 м | Жене: - Побај Куту Акој — 100 м |

## Резултати

### Мушкарци
| Атлетичар  | Дисциплина | Лични рекорд | Предтакмикчење | Предтакмикчење | Квалификације        | Квалификације        | Полуфинале           | Полуфинале           | Финале               | Финале       | Детаљи |
| Атлетичар  | Дисциплина | Лични рекорд | Резултат       | Место          | Резултат             | Место                | Резултат             | Место                | Резултат             | Место        | Детаљи |
| ---------- | ---------- | ------------ | -------------- | -------------- | -------------------- | -------------------- | -------------------- | -------------------- | -------------------- | ------------ | ------ |
| Бледи Џари | 100 м      |              | 11,49 ЛР       | 6. у гр. 3     | Није се квалификовао | Није се квалификовао | Није се квалификовао | Није се квалификовао | Није се квалификовао | 21 / 71 (75) |        |

### Жене
| Атлетичарка     | Дисциплина | Лични рекорд | Предтакмикчење | Предтакмикчење | Квалификације | Квалификације | Полуфинале            | Полуфинале            | Финале                | Финале       | Детаљи |
| Атлетичарка     | Дисциплина | Лични рекорд | Резултат       | Место          | Резултат      | Место         | Резултат              | Место                 | Резултат              | Место        | Детаљи |
| --------------- | ---------- | ------------ | -------------- | -------------- | ------------- | ------------- | --------------------- | --------------------- | --------------------- | ------------ | ------ |
| Побај Куту-Акој | 100 м      | 11,52 НР     | 11,62 КВ       | 1. у гр. 3     | 11,61         | 5. у гр. 2    | Није се квалификовала | Није се квалификовала | Није се квалификовала | 34 / 68 (73) |        |